# Decatur (Mississippi)
Decatur é uma cidade  localizada no estado americano de Mississippi, no Condado de Newton.

## Demografia
Segundo o censo americano de 2000, a sua população era de 1426 habitantes.
Em 2006, foi estimada uma população de 1408, um decréscimo de 18 (-1.3%).

## Geografia
De acordo com o United States Census Bureau tem uma área de
2,7 km², dos quais 2,7 km² cobertos por terra e 0,0 km² cobertos por água. Decatur localiza-se a aproximadamente 142 m acima do nível do mar.

## Localidades na vizinhança
O diagrama seguinte representa as localidades num raio de 24 km ao redor de Decatur.